# Église Sainte-Catherine de Sinay

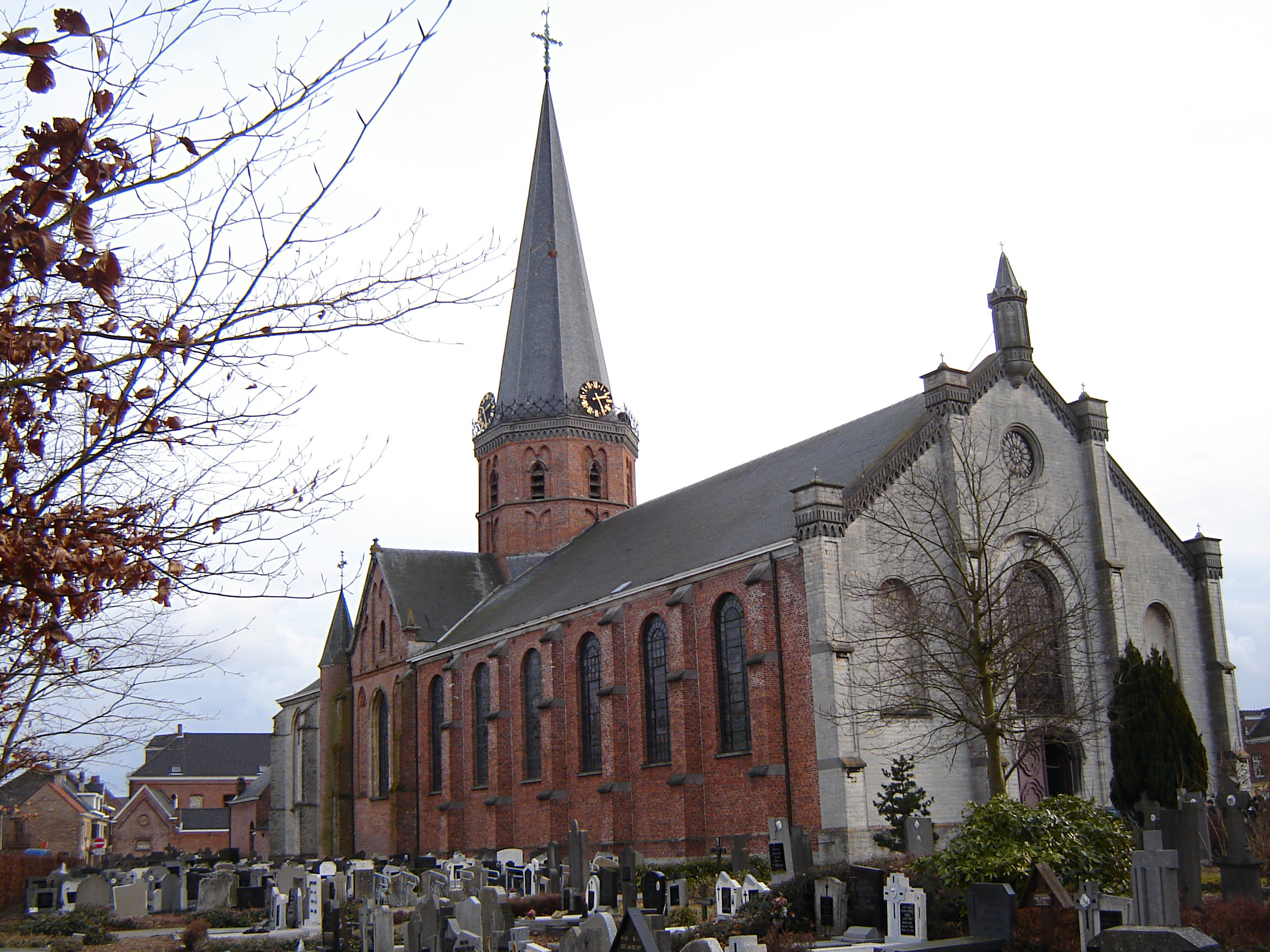
L'église Sainte-Catherine en 2008.

L'église Sainte-Catherine de Sinay est l'église paroissiale de la section de Sinay, qui appartient à la commune de Saint-Nicolas en Flandre-Orientale. Elle est située sur le Dries.

## Histoire
Il y avait probablement déjà un lieu de culte à Sinay dès le XIIe siècle. En 1217 la paroisse fut séparée de celle de Waesmunster. En 1262 une église basilique est édifiée. En 1636 la voûte de la nef est modifiée. La sacristie a été construite en 1660, puis restaurée en 1774. Au début du XVIIIe siècle, les bas-côtés sont surélevés pour être réunis sous un même toit avec la nef.
En 1840, une nouvelle travée ouest et sa façade ont été ajoutées, d'après un dessin de J. Depauw. En 1846, la flèche fut détruite par la foudre puis réparée.

## Bâtiment
C'est une église cruciforme à trois nefs avec une tour-lanterne octogonale. Le chœur principal est fermé sur trois côtés et on trouve également des chœurs latéraux. Certaines parties de l'église du XIIIe siècle ont été conservées. Les bras du transept ne dépassent pas les murs latéraux, car les nefs latérales ont été rajoutées par la suite.
L'église est en brique pour la plus grande partie. La façade, les chœurs latéraux et la sacristie sont en grès.

## Intérieur
L'intérieur ressemble à celui d'une église-halle. Les nefs latérales ont la même hauteur que la nef et sont couverts de voûtes en croisée d'ogives.
Les peintures incluent la torture de Sainte Catherine d'Alexandrie, par Antoine van den Heuvel (nl)(1673) et l'Assomption de Marie par Philippe Bonnecroy (1764).
Les autels latéraux sont de style baroque tandis que le maître-autel de Mathias Zens est néo-gothique (1879). Les lambris à banquettes latérales datent de 1680 et 1735. Les confessionnaux datent eux de 1680, 1775 et 1786. La chaire date de 1773. L'orgue a été fabriqué par Petrus Vereecken et date de 1870.